# Going Overboard
Pour plus de détails, voir Fiche technique et Distribution.
Going Overboard est un film américain réalisé par Valerie Breiman, sorti en 1989 inédit en France.
Going Overboard  est le premier  film du célèbre acteur américain Adam Sandler.

## Synopsis
Shecky Moskowitz est serveur à bord d'un bateau de croisière. Il rêve de devenir le comique officiel de la croisière. Mais, pour ça, il doit prendre la place de Dickie Diamond la superstar de la croisière.

## Fiche technique
- Titre : Going Overboard
- Réalisation : Valerie Breiman
- Scénario : Valerie Breiman
- Musique : Steven Scott Smalley
- Pays d'origine : États-Unis
- Société de production : L.A. Dreams Productions
- Genre : Comédie
- Durée : 99 minutes
- Date de sortie : 1989
- Inédit en France (trouvable en DVD zone 1 avec sous titres français)

## Distribution
- Adam Sandler : Schecky Moskowitz
- Scott LaRose : Dickie Diamond
- Burt Young : General Noriega
- Billy Zane : King Neptune
- Lisa Collins : Ellen

## Autour du film
- Adam Sandler dans son premier rôle principal, aux côtés de l'acteur Burt Young de la saga Rocky.
- Le film a obtenu l'une des pires notes sur IMDb en obtenant 1,9 sur 10 sur IMDb et est placé à la 42e du classement des 100 flops[1].